# Conan the Barbarian (còmics)
Conan the Barbarian és un títol de còmic protagonitzat pel personatge d'espasa i bruixeria creat per Robert E. Howard, publicat per la companyia nord-americana Marvel Comics. El seu primer número té data de portada d'octubre de 1970 i va ocupar 275 números fins al 1993. Un èxit comercial significatiu, el títol va llançar una moda d'espasa i bruixeria als còmics nord-americans dels anys 70.
El 2003 els drets van passar a Dark Horse Comics que van publicar diverses sèries del personatge començant per Conan el 2004. Del 2012 al 2014 va publicar la seva pròpia sèrie anomenada igualment Conan the Barbarian.
Marvel Comics va aconseguir novament els drets d'edició el 2018 i va iniciar una nova sèrie de Conan the Barbarian el gener del 2019 començat amb l'equip creatiu format per l'escriptor Jason Aaron i l'artista Mahmud A. Asrar. L'etapa va acabar el 2022, quan Titan Comics va adquirir els drets per publicar Conan, que va començar el mateix any pel Free Comic Book Day. No obstant això, Marvel manté els drets per continua publicant una línia de reedicions que havia iniciat.

## Historial de publicacions
Conan the Barbarian va tenir 275 números (amb data de portada entre octubre de 1970 i desembre de 1993). Va comptar amb un sol escriptor, Roy Thomas, als número 1–115 (dates de portada octubre de 1970 a octubre de 1980) i després als número 240–275 (gener de 1991 a desembre de 1993). Va ser també el treball de la signatura de l'artista Barry Smith, que va dibuixar la majoria dels números entre el 1 i el 24. L'artista John Buscema va dibuixar un gran nombre de còmics #25-190. Entre els escriptors interins hi havia J.M. DeMatteis, Bruce Jones, Michael Fleisher, Doug Moench, Jim Owsley, Alan Zelenetz, Chuck Dixon i Don Kraar.
Thomas, l'editor associat de Marvel en aquell moment, havia obtingut la propietat amb llicència de la propietat del seu creador, Robert E. Howard, després de trobar Conan entre les sol·licituds de lectors d'adaptació de propietats literàries als còmics, que també incloïa el personatge de la revista pulp Doc Savage, l'obra del Senyor dels Anells de l'escriptor J. R. R. Tolkien, i els personatges d'Edgar Rice Burroughs Tarzan i John Carter of Mars. El 2010, va dir: 
| « | (anglès) I put together a memo for publisher Martin Goodman saying why we should [license a character]. ... I hadn't read a lot of Howard, I bought a couple of the books for the Frazetta covers but I'd never really read them. When Goodman gave us permission to license a character, we figured we couldn't afford Conan..... By that time, there'd been about half-a-decade of Conan coming out in Lancer paperbacks, so we figured no sense going after that, there was no way we were going to get it. I knew Lin Carter slightly, who had authored a character called Thongor, who was half Conan and half John Carter of Mars.... Lin was great, but his agent kept wanting us to offer more money than the $150 per issue that Martin Goodman had magnanimously said we could pay for rights. | (català) Vaig preparar una nota per a l'editor Martin Goodman dient per què hauríem de [llicenciar un personatge]. ... No havia llegit gaire Howard, vaig comprat un parell de llibres per les portades de Frazetta, però mai no els havia llegit. Quan Goodman ens va donar permís per llicenciar un personatge, vam pensar que no ens podríem permetre Conan ... Aleshores, feia mitja dècada que Conan apareixia a reedicions de Lancer, així que no pensàvem que tingués sentit intentar-ho, no hi havia cap manera d'anar a aconseguir-ho. Vaig conèixer lleugerament Lin Carter, qui havia estat autor d'un personatge anomenat Thongor, que era mig Conan i mig John Carter of Mars ... Lin era fantàstic, però el seu agent volia que oferís més diners que els 150 dòlars per número que Martin Goodman havia dit magnànimament que podríem pagar pels drets. | » |

Thomas va dir que una altra de les raons per perseguir Thongor era que a Stan Lee, l'editor en cap, de "Marvel" li agradava més aquest nom ... Ben aviat vaig ser bloquejat per l'agent de Lin Carter a Thongor... i vaig tenir un impuls sobtat per anar a per Conan. Més endavant, després de l'èxit de la sèrie Conan, Lin Carter va permetre a Marvel publicar un còmic de Thongor, que va aparèixer com a minisèrie a Creatures on the Loose."
Després de llegir i gaudir de la col·lecció d'històries Conan of Cimmeria, Thomas va contactar amb Glen Lord, agent literari de la propietat de Howard, i "Vaig dir que no podem oferir molts diners, però pot augmentar el públic de Conan, etcètera, què penses? No tenia molta elasticitat, però estava tan avergonyit pels 150 dòlars que el vaig pujar fins als 200 dòlars sense pensar-m'ho. Així que quan Glen va estar d'acord... Vaig decidir que hauria d'escriure el primer número, de manera que si Goodman s'hi oposava, podia fer un parell de pàgines fora de la meva taxa per equilibrar-ho."
El cost addicional va significar, però, que Marvel no tingués pressupost per Buscema, la primera opció de Thomas, obrint de manera obertament la porta a Smith. Buscema, en una entrevista de 1994, va recordar,
| « | (anglès) I was approached by Roy Thomas with the project to do Conan. He mailed a couple of the paperbacks to me and I read 'em and I loved 'em. I told Roy, 'This is what I want, something that I can really sink my teeth into. ...' [A]t the time, Marvel was owned by Martin Goodman, and he felt that my rate was too high to take a gamble [with] on some new kind of [project]. It wasn't a superhero or anything that had been done before. The closest thing to that would be Tarzan. Anyway, he had no confidence in spending too much money on the book, and that's where Barry Smith came in — [he was] very cheap. I know what he got paid, and I'd be embarrassed to tell you how much it was, because I'd be embarrassed for Marvel. | (català) Roy Thomas em va contactar amb el projecte de fer Conan. Em va enviar un parell de reimpressions i els vaig llegir i em van encantar. Li vaig dir a Roy: Això és el que vull, cosa a la qual realment puc enfonsar les dents. ... ' [Aleshores], Marvel era propietat de Martin Goodman, i va pensar que la meva taxa era massa alta per tenir un paper en algun nou projecte. No era un superheroi ni res que s'hagués fet abans. El més proper a això seria Tarzan. De totes maneres, no tenia confiança en gastar massa diners en el còmic i va ser per on va arribar Barry Smith - [era] molt barat. Sé el que li van pagar, i em faria vergonya dir-te quant era, perquè em faria vergonya per Marvel. | » |

L'historiador del còmic Les Daniels va assenyalar que “Conan the Barbarian era una aposta per a Marvel. La sèrie contenia els elements habituals d'acció i fantasia, per descomptat, però estava ambientada en un passat que no tenia cap relació amb l'Univers Marvel i presentava un heroi que no tenia poders màgics, poc humor i comparativament pocs principis morals."
Inicialment, Marvel publicava Conan cada dos mesos. Després que les vendes del número 1 van ser molt bones, Marvel va passar ràpidament el títol a mensual, però les vendes van caure amb cada número addicional. Lee va decidir cancel·lar el còmic amb el número 7, no només a causa de les vendes febles, sinó per utilitzar Smith en còmics més populars. Thomas va discutir la decisió i Lee hi va confiar, tot i que la sèrie va tornar a bimensual amb el número 14. Al número 20, Conan tornava a fer-se mensualment a causa de l'augment de les vendes, i el còmic es va convertir en un dels més populars de Marvel a la dècada de 1970.
Elric de Melniboné va aparèixer per primera vegada en còmics als números de Conan the Barbarian, números 14-15 (dates de portada març-maig de 1972). Els còmics van ser escrits per Thomas i il·lustrats per Windsor-Smith, basats en una història traçada per Michael Moorcock i James Cawthorn. Red Sonja es va introduir al número 23 (febrer de 1973).
El 2010, Comics Bulletin va classificar el treball de Thomas a Conan the Barbarian amb Smith i Buscema el setè a la seva llista dels "Top 10 1970's Marvels".

## Annuals iGiant-Size
Dotze números de Conan Annual es van publicar de 1973 a 1987. Giant-Size Conan va ser una sèrie de còmics de 68 pàgines dels que es van publicar cinc números entre setembre de 1974 i 1975.

## Premis
Premis Shazam de l'Academy of Comic Book Arts
1970
- Millor nou talent: Barry Smith

1971
- Millor sèrie amb continuïtat: Conan the Barbarian[19]
- Millor escriptor (dramàtic): Roy Thomas

1973
- Millor història individual (dramàtica): Song of Red Sonja de Conan the Barbarian #24 de Roy Thomas i Barry Smith[20]

1974
- Millor sèrie amb continuïtat: Conan the Barbarian[21]
- Millor dibuixant (dramàtic): John Buscema
- Assoliment superior per part d'un individu: Roy Thomas

## Edicions col·leccionades
- Essential Conan recull Conan the Barbarian núm. 1-25, 530 pàgines, juliol de 2000, Marvel Comics, ISBN 978-0785107514
- Dark Horse Comics va publicar la sèrie Chronicles of Conan, que inclou 34 volums publicats entre el 2003 i el 2017 que recull la major part de la sèrie i totes les publicacions.
- The Barry Windsor-Smith Conan Archives
  - El volum 1 recull Conan the Barbarian núm. 1–11, 200 pàgines, febrer de 2010, Dark Horse Comics, ISBN 978-1595824417
  - El volum 2 recull Conan the Barbarian núm. 12–16 i núm. 19–24, 288 pàgines, maig de 2010, Dark Horse Comics, ISBN 978-1595825063

Conan the BarbarianThe Original Marvel Years Omnibus
- Volume 1 recopila Conan the Barbarian núm. 1–26 i material addicional, 776 pàgines, gener 2019, Marvel Comics, ISBN 978-1302915124
- Volume 2 recopila Conan the Barbarian núm. 27–51 i material addicional, 856 pàgines, agost 2019, Marvel Comics, ISBN 978-1302915148
- Volume 3 recopila Conan the Barbarian núm. 52–83 i material addicional, 832 pages, gener 2020, Marvel Comics, ISBN 978-1302917838
- Volume 4 recopila Conan the Barbarian núm. 84–115 i material addicional, 848 pages, octubre 2020, Marvel Comics, ISBN  978-1302917890
- Volume 5 recopila Conan the Barbarian núm. 116–149 i material addicional, 1048 pages, març 2021, Marvel Comics, ISBN  978-1302926564
- Volume 6 recopila Conan the Barbarian núm. 150–171 i material addicional, 672 pages, novembre 2021, Marvel Comics, ISBN  978-1302926588
- Volume 7 recopila Conan the Barbarian núm. 172–194 i material addicional, 680 pages, gener 2022, Marvel Comics, ISBN  978-1302934323
- Volume 8 recopila Conan the Barbarian núm. 195–213 i material addicional, 624 pages, juny 2022, Marvel Comics, ISBN  978-1302934347
- Volume 9 recopila Conan the Barbarian núm. 214–240 i material addicional, 704 pages, octubre 2022, Marvel Comics, ISBN  978-1302947255
- Volume 10 recopila Conan the Barbarian núm. 241–275 i material addicional, 944 pages, desembre 2022, Marvel Comics, ISBN  978-1302947279